# Campionati del mondo di atletica leggera 1991 - Staffetta 4×100 metri maschile
La staffetta 4×100 metri maschile si è tenuta il 31 agosto ed il 1º settembre 1991.

## Batterie

### Batteria 1
| Pos | Nazione                      | Atleti                                                                        | Tempo |
| --- | ---------------------------- | ----------------------------------------------------------------------------- | ----- |
| 1   | Francia                      | • Max Moriniére • Daniel Sangouma • Jean-Charles Trouabal • Bruno Marie-Rose  | 38.29 |
| 2   | Regno Unito di Gran Bretagna | • Tony Jarrett • John Regis • Darren Braithwaite • Linford Christie           | 38.36 |
| 3   | Giamaica                     | • Michael Green • Raymond Stewart • Wayne Watson • John Mair                  | 38.45 |
| 4.  | Italia                       | • Mario Longo • Ezio Madonia • Sandro Floris • Stefano Tilli                  | 38.74 |
| 5.  | Polonia                      | • Jacek Marlicki • Robert Maćkowiak • Marek Zalewski • Jarosław Kaniecki      | 39.08 |
| 6.  | Spagna                       | • Luis Rodríguez • Miguel Angel Gomez • Juan Jesus Trapero • Enrique Talavera | 39.52 |
| 7.  | Messico                      | • Genaro Rojas • Eduardo Nava • Herman Adam • Jaime Lopez                     | 39.85 |
|     | Germania                     | • Wolfgang Haupt • Steffen Bringmann • Steffen Görmer • Florian Schwarthoff   | DQ    |

### Batteria 2
| Pos | Nazione          | Atleti                                                                   | Tempo    |
| --- | ---------------- | ------------------------------------------------------------------------ | -------- |
| 1   | Usa              | • Andre Cason • Leroy Burrell • Dennis Mitchell • Michael Marsh          | 37.75 CR |
| 2   | Nigeria          | • George Ogbeide • Olapade Adeniken • Victor Omagbemi • Davidson Ezinwa  | 38.44    |
| 3   | Unione Sovietica | • Viktor Bryzhin • Aleksandr Sokolov • Oleh Kramarenko • Vitaliy Savin   | 38.74    |
| 4   | Canada           | • Peter Ogilvie • Atlee Mahorn • Ben Johnson • Bruny Surin               | 38.76    |
| 5.  | Cuba             | • Joel Lamela • Leandro Peñalver • Félix Stevens • Jorge Aguilera        | 39.15    |
| 6.  | Giappone         | • Satoru Inoue • Tatsuo Sugimoto • Yoshiyuki Okuyama • Tetsuya Yamashita | 39.19    |
| 7.  | Ghana            | • John Myles-Mills • Eric Akogyiram • Salaam Gariba • Emmanuel Tuffour   | 39.55    |
| 8.  | Austria          | • Gernot Kellermayr • Thomas Renner • Franz Ratzenberger • Herwig Röttl  | 39.85    |

## Finale
| Pos | Nazione                      | Atleti                                                                       | Tempo    |
| --- | ---------------------------- | ---------------------------------------------------------------------------- | -------- |
|     | Usa                          | • Andre Cason • Leroy Burrell • Dennis Mitchell • Carl Lewis                 | 37.50 WR |
|     | Francia                      | • Max Morinière • Daniel Sangouma • Jean-Charles Trouabal • Bruno Marie-Rose | 37.87    |
|     | Regno Unito di Gran Bretagna | • Tony Jarrett • John Regis • Darren Braithwaite • Linford Christie          | 38.09    |
| 4.  | Nigeria                      | • George Ogbeide • Olapade Adeniken • Victor Omagbemi • Davidson Ezinwa      | 38.43    |
| 5.  | Italia                       | • Mario Longo • Ezio Madonia • Sandro Floris • Stefano Tilli                 | 38.52    |
| 6.  | Giamaica                     | • Dennis Mowatt • Raymond Stewart • Michael Green • John Mair                | 38.67    |
| 7.  | Unione Sovietica             | • Viktor Bryzhin • Aleksandr Sokolov • Oleh Kramarenko • Vitaliy Savin       | 38.68    |
| 8.  | Canada                       | • Ben Johnson • Mike Dwyer • Cyprian Enweani • Peter Ogilvie                 | 39.51    |